# Bernardo Bonaval
Bernardo Bonaval, algumas vezes grafado Bernal de Bonaval, foi um trovador galego que viveu na metade do  século XIII, um dos primeiros a utilizar o galaico-português como língua literária. Era oriundo de Santiago de Compostela, mais especificamente da Aldeia de Bonaval, à qual o poeta alude com frequência em suas composições. Conhecem-se atualmente 19 cantigas de sua autoria: 10 de amor e 9 cantigas de amigo. Foi também jogral, acompanhando D. Fernando III de Castela, pai de D. Afonso X o Sábio.